# Svea, Svalbard
Svea, eller Sveagruva, är ett tidigare gruvsamhälle, som är en av fyra bebyggda orter på Svalbard. Samhället är uppbyggt runt Store Norske Spitsbergen Kulkompani A/S:s gruva.
Tidigare har den största delen av den norska kolproduktionen i Svalbard skett i närheten av Longyearbyen. Senare blev Svea den största gruvan, men 2018 är den av allt att döma nedlagd. I Sveagruva finns stora depositioner av kol av god kvalitet, med flötsar på upp till fem meters mäktighet. Utskeppningssäsongen är dock kortare än i Isfjorden på grund av besvärliga isförhållanden.
De flesta som arbetat i Svea under senare år har pendlar dit från Longyearbyen med flyg. Skiften har varit upplagda så att man arbetat en vecka i Svea och har haft en ledig vecka i Longyearbyen.
Svea ägs och administreras av Store Norske Spitsbergen Kulkompani A/S. Det har länge investerats ordentligt i gruvsamhället. Exempelvis har en ny sporthall och bowlingbana byggts. 
Avståndet till Longyearbyen är 60 kilometer, men eftersom det inte finns några vägar på Svalbard, så måste transporter mellan orterna ske med flyg, snöskoter eller båt vid isfritt hav. Flygbolaget Lufttransport har för Store Norske Spitsbergen Kulkompani flugit med två Dornier 228 från Svalbards flygplats. 

## Historik

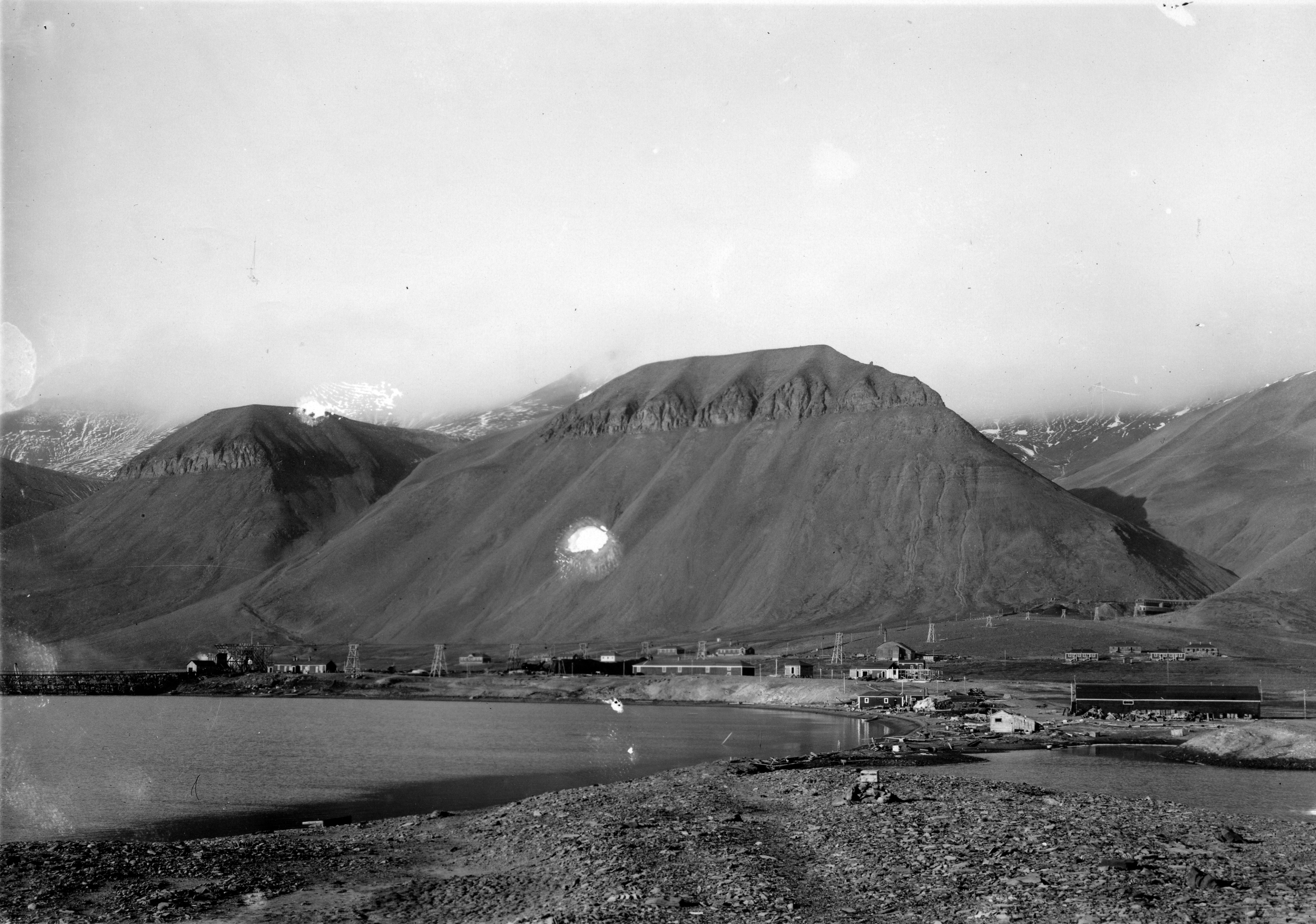
Översiktsbild av anläggningen Svea gruva, sommaren 1919.

Gruvdriften startades av AB Spetsbergens Svenska Kolfält 1916. Våren 1925 inträffade en olycka i en av gruvorna som började brinna och därefter övertändes båda gruvorna vilket ledde till att man fick stänga produktionen. Anläggningarna såldes sedan till SNSK år 1934. På 1920-talet bodde flera hundra svenskar i gruvsamhället, men av detta finns få lämningar kvar eftersom en tysk ubåt sommaren 1944 gick upp i övervattensläge och sköt sönder alla baracker och andra byggnader. Fortfarande finns dock grunderna kvar och en linbanestation och ett antal gruvmynningar finns kvar sedan svensktiden.
Under perioden 1949–1970 förekom ingen gruvbrytning och den upphörde åter 1987. Den senare periodens drift startade 2001 med brytning av Svea Nord, den största kolförekomst som utvunnits hittills på Svalbard. Vid gruvan fanns en krossanläggning, varefter kolet fraktades på gruvtruckar av typ Caterpillar CAT 775 på en grusväg till lager- och utlastningsplatsen vid Kap Amsterdam sex kilometer bort. Båtfrakten skedde under perioden juli–oktober/november.
Stortinget beslöt 2017 att lägga ner gruvverksamheten och återställa området, med undantag av kulturminnen och byggnader från före 1946. Återställningsoperationen blev den största någonsin i Norge. De ansvariga uppgav att fjällen, glaciärerna och det övriga landskapet numera ser ut som vore det opåverkat av människor. Älvar återtar sina ursprungliga fåror. Projektet hade en budget på 2,5 miljarder kronor, men underskred budgeten och kostade 1,6 miljarder. Koordinerande myndighet var Svalbards sysselmästarämbetes miljöavdelning.

## Drift under den senaste perioden och nedläggning
Svea Nord, eller "sentrealfeltet", var Store Norskes största gruva fram till 2016 och ansett som det mest driftsvärda kolfältet som utvärderats i Svalbard. Fältet beräknas ha haft omkring 25 miljoner ton brytbart kol.
En ny gruva i Lunckefjellet, med åtkomst från Svea Nord, etablerades 2013 och började brytas 2014. Lägre kolpriser gjorde dock produktionen olönsam. 

## Nedläggningsbeslut hösten 2017
Norges handels- och industridepartement beslöt, som ägare av kolbolaget, i oktober 2017 att den 2014 öppnade kolgruvan i Lunckefjellet och därefter drivits endast på en stand by-nivå, inte skulle sättas i reguljär produktion. Verksamheten i Sveagruva bedömdes därmed komma att fasas ut under de närmaste åren och gruvområdet saneras. Därmed återstår av norsk gruvdrift i Svalbard en begränsad drift av Gruve 7 i närheten av Longyearbyen.
Ett permanent nedläggningsbeslut kom med Stortingets budgetbeslut för 2018. Ett första entreprenadkontrakt om återställande av gruvområdet, beträffande Lunckefjellsgruvan, blev klart efter upphandling i december 2018.

## Bildgalleri

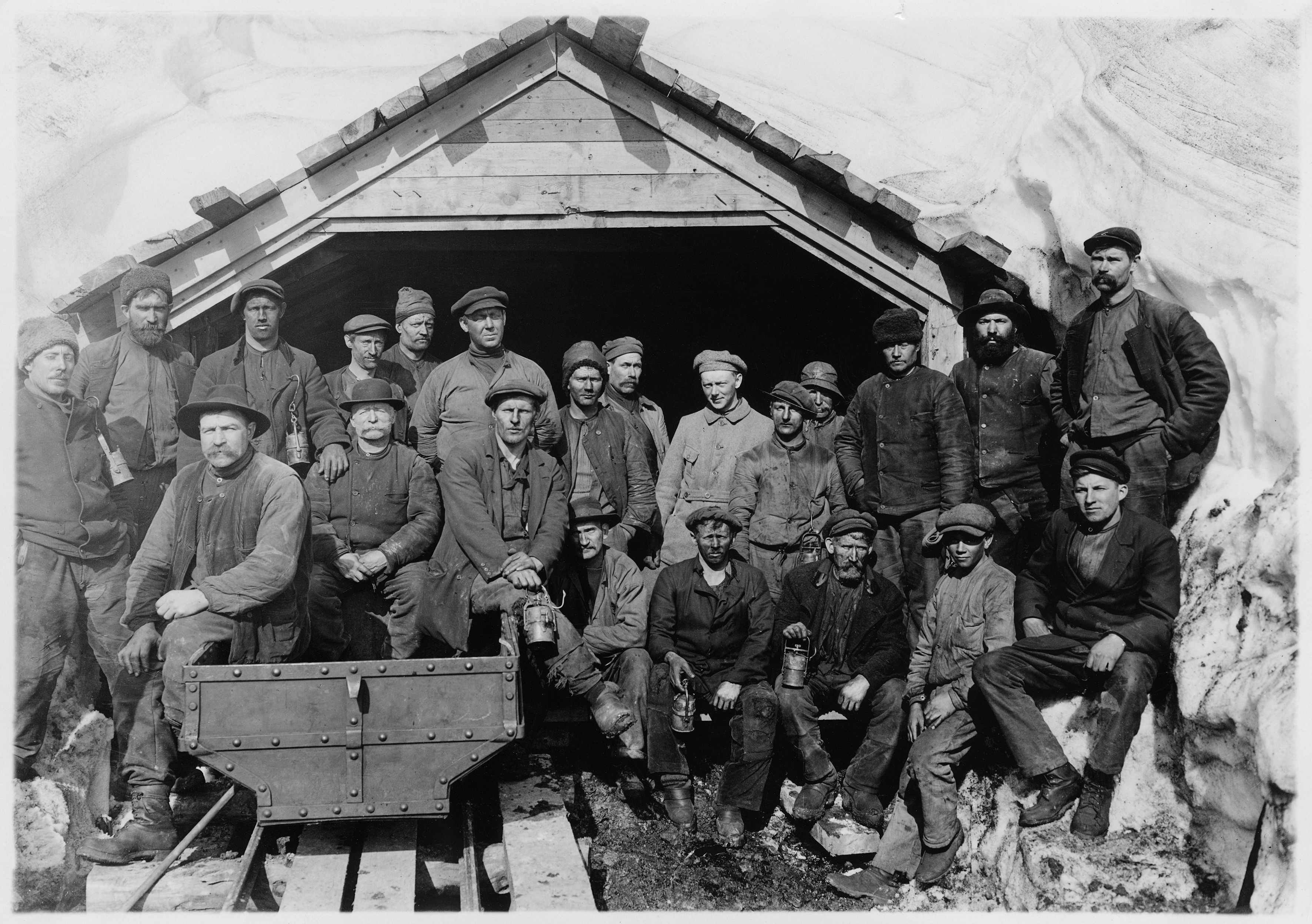
Svenska gruvarbetare framför öppningen till gruvan 1918
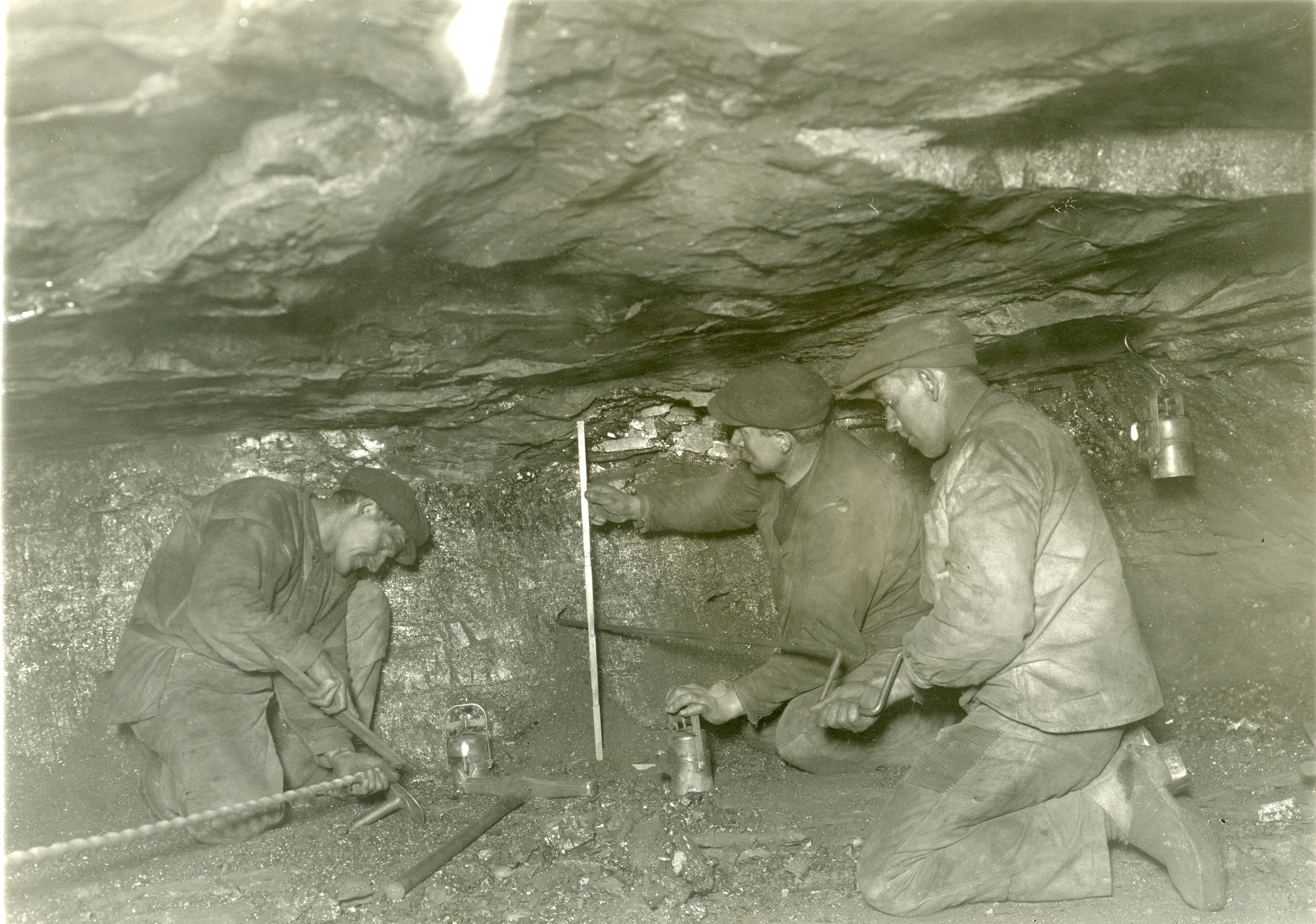
Gruvarbetare i gruvan 1920
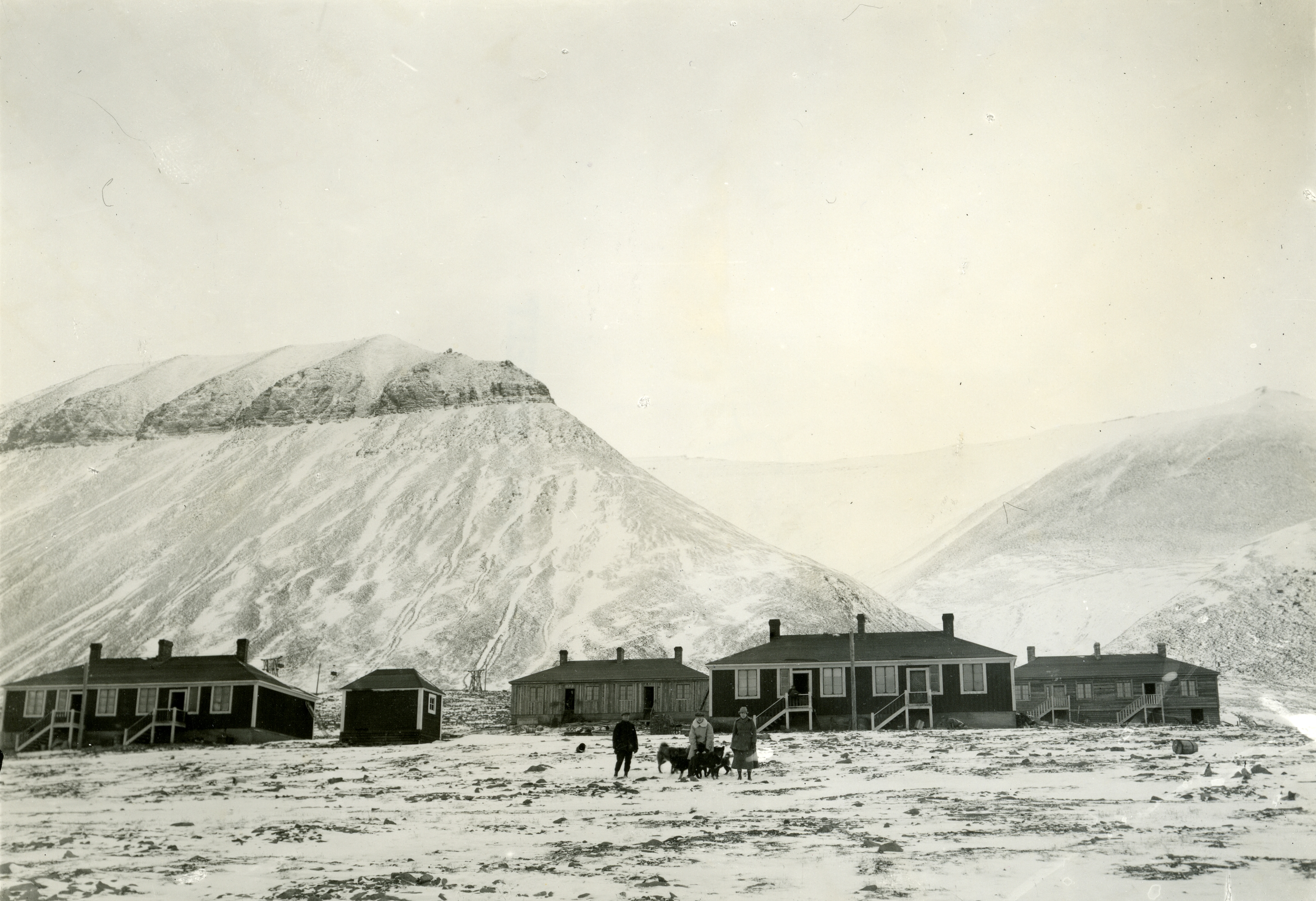
Bostadshus 1920
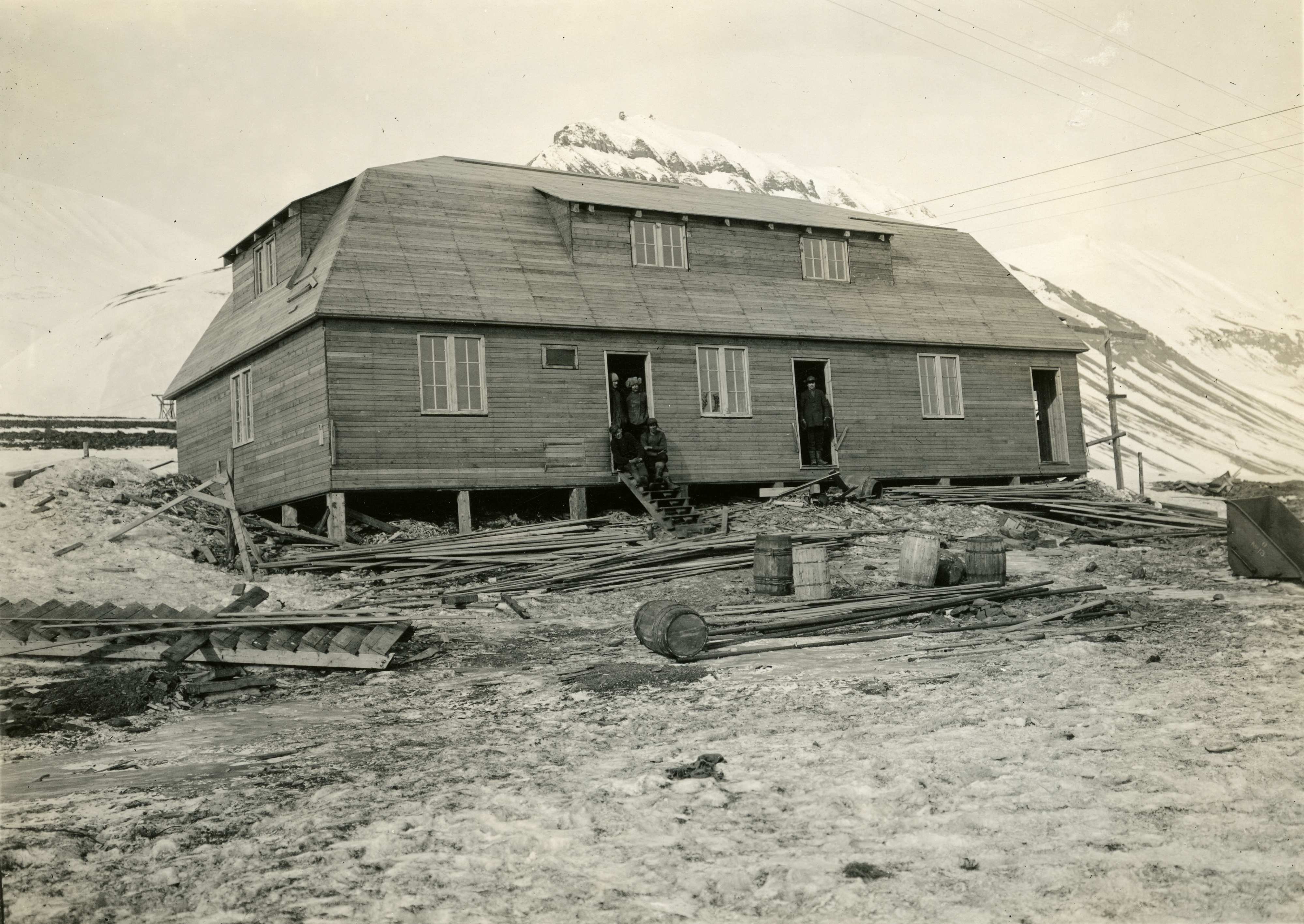
Resande av bad- och tvättstuga 1921
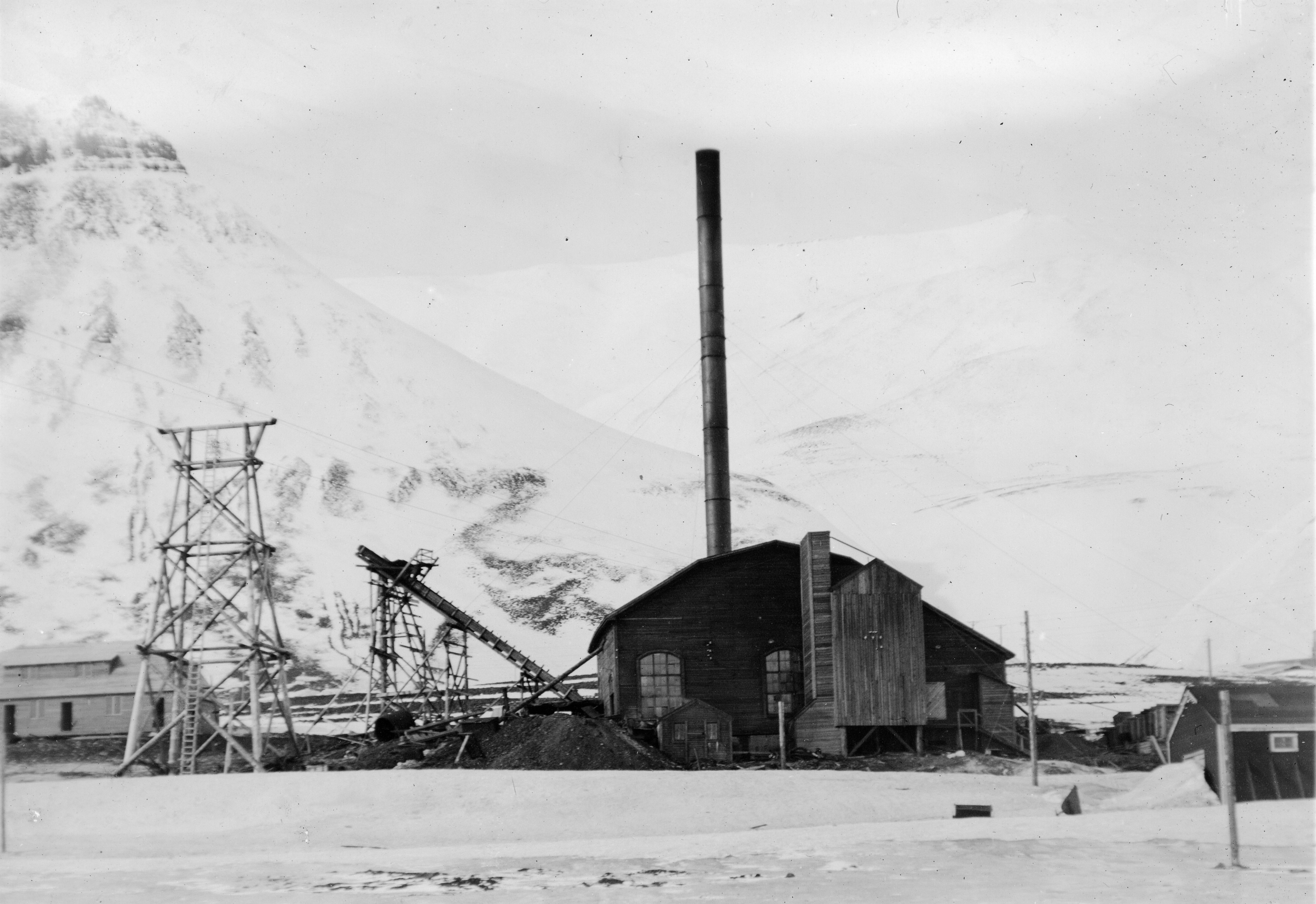
Kraftstationen 1921
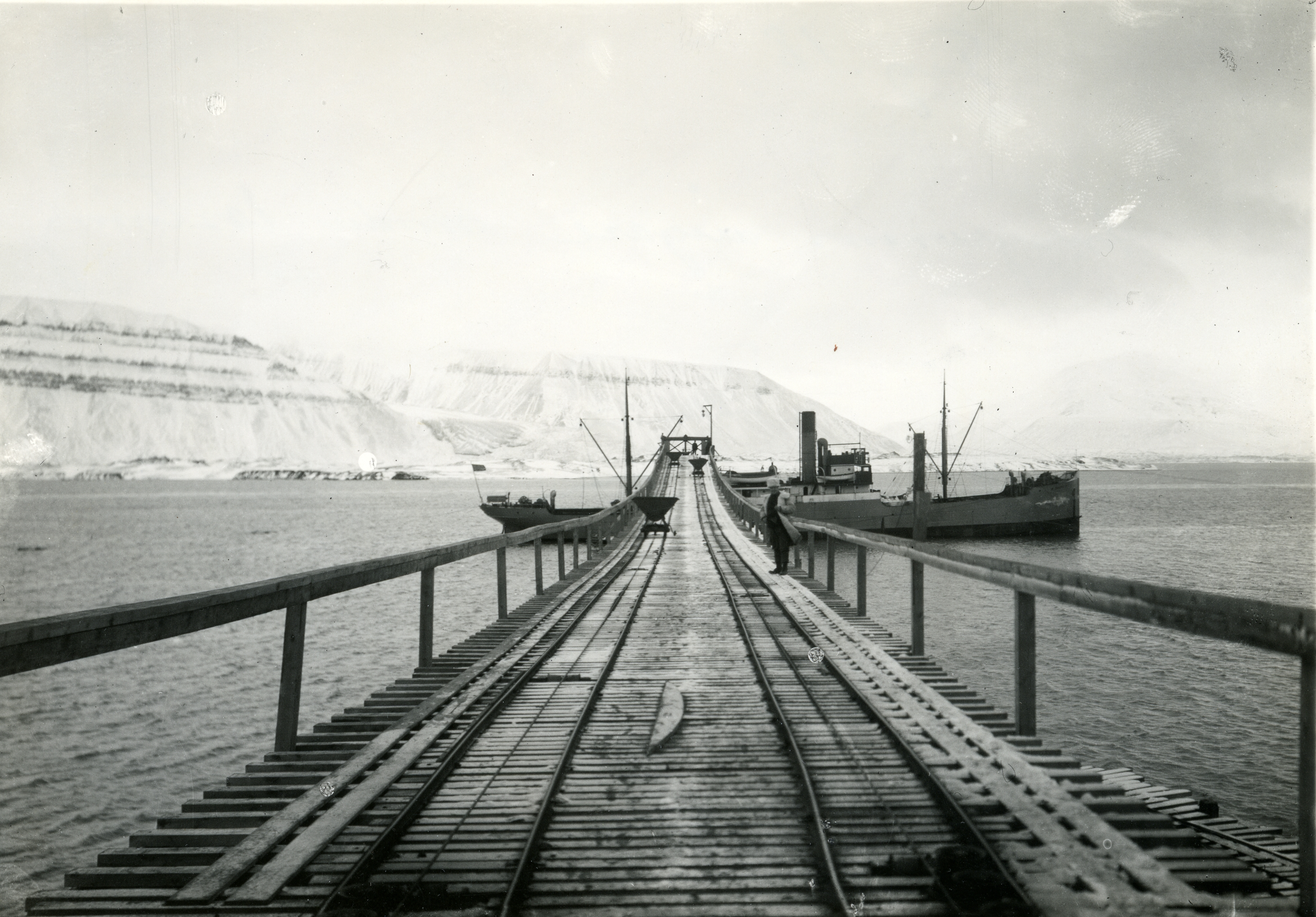
Kolbåt 1920